# Festival Timitar
El Festival Timitar (ⵜⵉⵎⵉⵜⴰⵔ en escritura tifinag) es un festival de música marroquí que tiene lugar en Agadir en julio todos los años desde 2004.

## Festival

### Génesis
Timitar fue iniciado por el consejo regional de Sus-Masa-Draa, especialmente por su presidente Aziz Akhennouch, y la wilaya de Agadir. Debe su nombre, que significa «signos» en bereber, al político Hassan Aourid. El festival pretende ser un espacio de reencuentro entre los artistas amaziges y los músicos del mundo. Brahim El Mazned, su director artístico, lo describe como «un festival con identidad amazig, pero […] abierto al conjunto de Marruecos y del mundo para llegar a un público más amplio»..

### Primeras ediciones
En la primera edición del festival, celebrada a lo largo de 5 días en julio de 2004, tuvieron lugar 37 conciertos delante de 500 000 espectadores. Timitar acogió, entre otros, al pianista estadounidense de jazz Randy Weston, al cantante cabilio Idir y al grupo amazig Izenzaren.
En 2005, el festival se prolongó durante 8 días y congregó a 46 grupos. Actuaron Faudel y Alpha Blondy, así como artistas marroquíes como Oudaden y Nass El Ghiwane. Los conciertos fueron gratuitos y tuvieron lugar en tres escenarios en el centro de la ciudad: la plaza Al Amal, con capacidad para 50 000 espectadores, el escenario Bijaouane, con 25 000 plazas, y el teatro al aire libre de Agadir, con capacidad para 3000 espectadores. El festival estuvo organizado por la asociación Timitar, recién creada con el fin de profesionalizar su actividad. La asociación estuvo dirigida por Abdellah Rhallam, expresidente del Raja Casablanca. Fatim-Zahra Ammor fue nombrada directora del festival.

### Desarrollo del festival
La edición de 2006 del festival fue inaugurada por Jimmy Cliff y clausurada por Cheb Mami. Acogió a artistas llegados de países como Cuba, Colombia e Irán, así como artistas chaabi como Najat Aâtabou y Mohammed Maghni. Jóvenes talentos, en colaboración con el Instituto Francés de Agadir, organizaron talleres de formación en música electrónica y hip hop.
A la cuarta edición fueron invitados artistas de la inmigración amazig y magrebí, como Hassane Idbassaid, el grupo Aza (instalado en Estados Unidos) y Khalid Izri. El festival, que también acogió a artistas internacionales como Manu Dibango y Gilberto Gil, se convirtió en uno de los más importantes del país. Se firmó una convención entre la asociación Timitar y el Real Instituto de la Cultura Amazig (IRCAM en sus siglas francesas). El presupuesto del festival fue de 8 millones de dirhams. El «Timitar off» planteó también conciertos y coloquios.
La quinta edición tuvo lugar en julio de 2008, y acogió, entre otros, al cantante argelino Cheb Khaled y al senegalés Youssou N'Dour. La edición de 2009 se desarrolló a lo largo de cinco días y recibió a músicos africanos como Mamady Keïta y Sékouba Bambino, sudamericanos como el brasileño Carlinhos Brown, magrebíes como Cheb Bilal, y también marroquíes como Samira Saïd. Se organizó un coloquio sobre el tema «El grupo Izenzaren y el desarrollo de la música amazig».
La edición de 2010 atrajo a 800 000 espectadores a lo largo de cuatro días en los que acogió a 600 artistas tales como Ali Campbell, exvocalista del grupo británico UB40, así como Julian Marley, Hindi Zahra o de nuevo el grupo Izenzaren.